# Teddy Billington
Edwin „Teddy“ Billington (* 14. Juli 1882 in Southampton; † 8. August 1966 in Pine Brook) war ein US-amerikanischer Radrennfahrer.
Als Teddy Billington ein Baby war, wanderten seine Eltern mit ihm von Großbritannien in die USA aus. Er wuchs in Vailsburg auf, das damals eine der Hochburgen des Bahnradsports in den USA war. Bei den Olympischen Spielen 1904 in St. Louis startete er in sieben Disziplinen auf der Bahn und errang vier Medaillen: jeweils eine Bronzemedaille über eine Drittel-, eine Viertel- sowie eine ganze Meile. Im Rennen über eine halbe Meile errang er die Silbermedaille, obwohl er auf einem geliehenen Rad fahren musste, da sein eigenes noch nicht mit dem Zug eingetroffen war.